# Salers-Rind

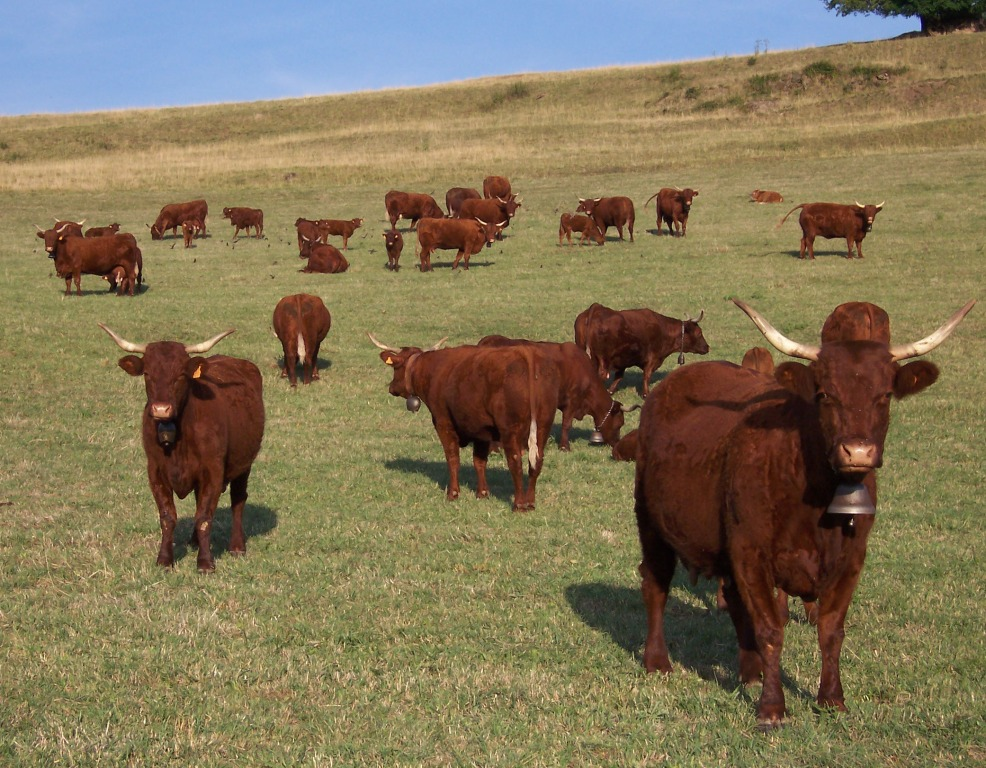
Salersherde

Das Salers-Rind ist eine alte französische Rinderrasse aus dem Zentralmassiv.

## Merkmale

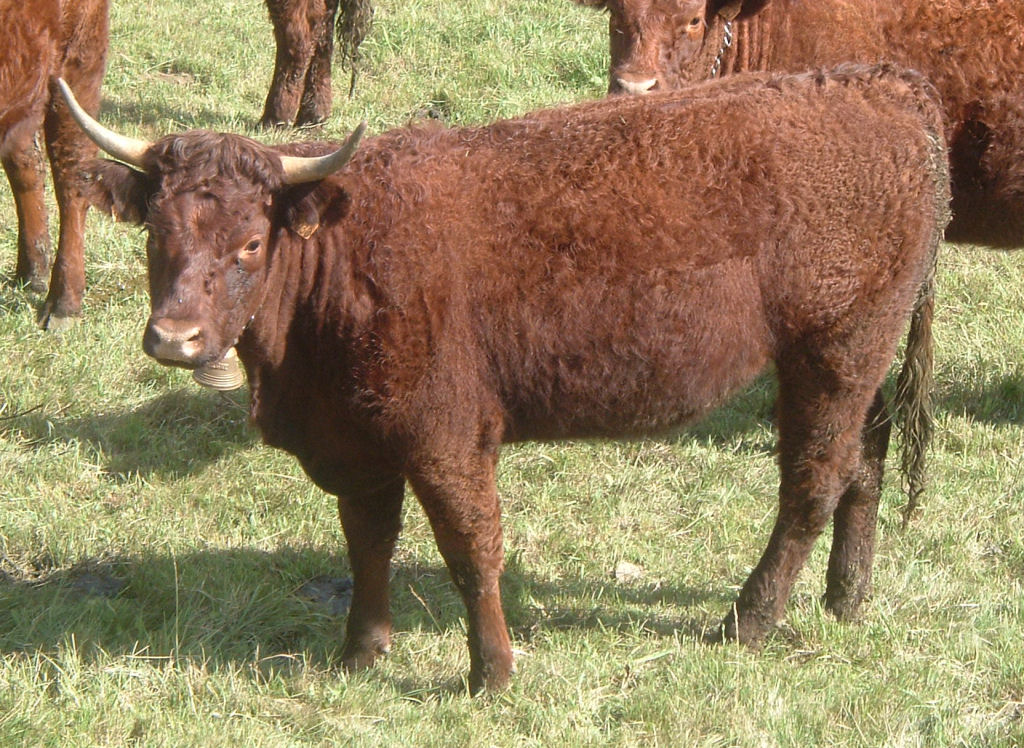

Das Salers-Rind hat eine hell- bis dunkelmahagonirote Färbung, selten treten auch schwarze Tiere auf. Kühe erreichen eine Widerristhöhe von 135–143 cm bei einem Gewicht von 600–800 kg. Die Widerristhöhe der Stiere liegt bei 145–153 cm, und ihr Gewicht liegt bei 900–1000 kg. Die Kühe kalben das erste Mal nach 31–35 Monaten und haben eine Zwischenkalbzeit von 366–374 Tagen. Die Kälber haben ein Geburtsgewicht von 36–39 kg und eine Tageszunahme von 1050–1400 g. Das Salers-Rind hat gute Abkalbeeigenschaften, über 99 % der Geburten gelten als Leichtgeburten. Die Tiere haben einen genügsamen Charakter.

## Geschichte

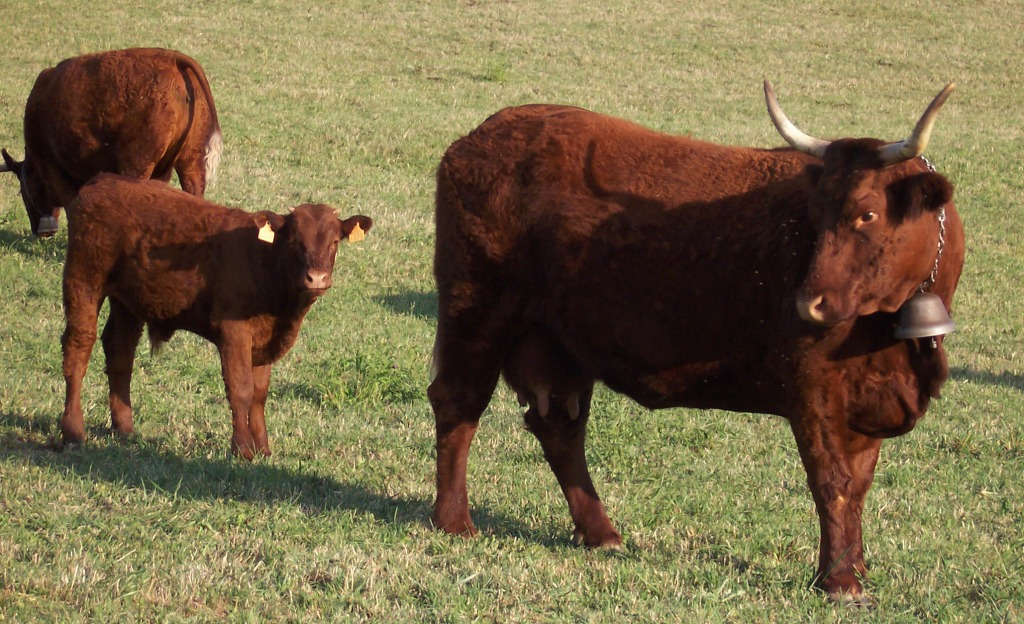
Salers-Kuh mit Kalb

Das Salers-Rind ist eine sehr ursprüngliche Rinderrasse, die früher vorwiegend als Milchrasse, in neuer Zeit auch als Fleischrasse genutzt wird. In der Nähe von Salers wurden 7000 Jahre alte Höhlenbilder gefunden, die heutigen Salers-Rindern stark ähneln. Salers-Rinder weisen auch eine gewisse Ähnlichkeit mit altägyptischen roten Rindern auf.
In der heutigen Ausprägung wurde das Salers-Rind im 19. Jahrhundert von dem aus Salers stammenden Ernest Tyssandier d’Escous aus der einheimischen Rinderrasse hervor gezüchtet. Heutige Salers-Kühe kalben etwa einmal im Jahr und geben zwischen 6,9 und 8,9 Liter Milch. Sie hat einen Eiweißgehalt von 3,4 % und einen Fettgehalt von 3,8 %.

## Bestand
In Frankreich gehört das Salers mit über 200.000 Kühen und einem Anteil von etwa 3 % am Gesamtbestand zu den acht wichtigsten Rassen.  In der Schweiz werden um die 450 Kühe gehalten.

## Salers-Käse
Aus der Milch der Salers-Rinders wird der Salers-Käse hergestellt; eine Käsesorte, die eine 2000 Jahre alte Tradition haben soll und die durch die Appellation d’Origine Contrôlée geschützt ist. 1991 stellten noch 92 Bauernhöfe den Salerskäse her und hielten pro Hof zwischen 35 und 50 Rinder dieser Rasse.

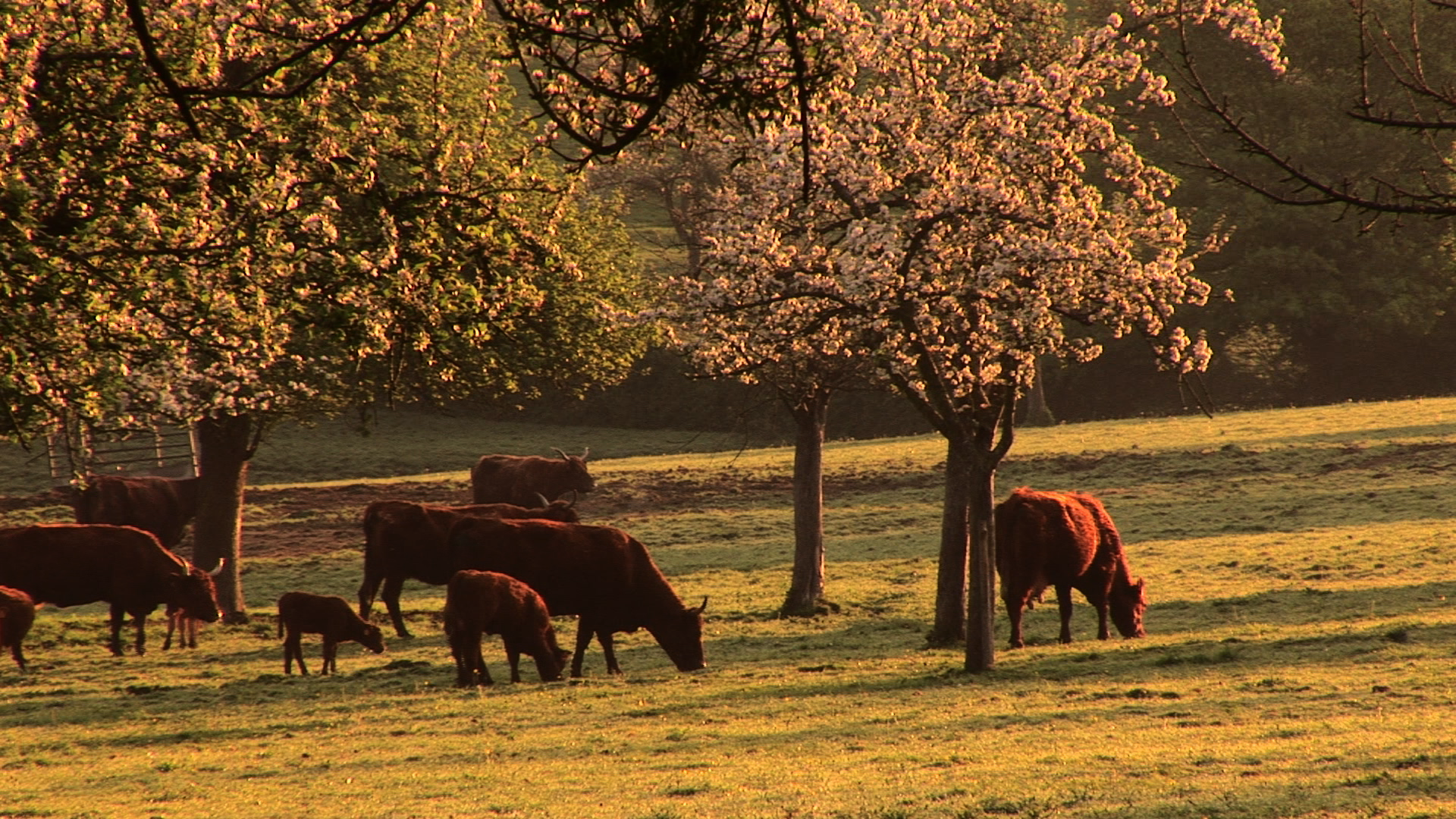
Kühe aus der Normandie
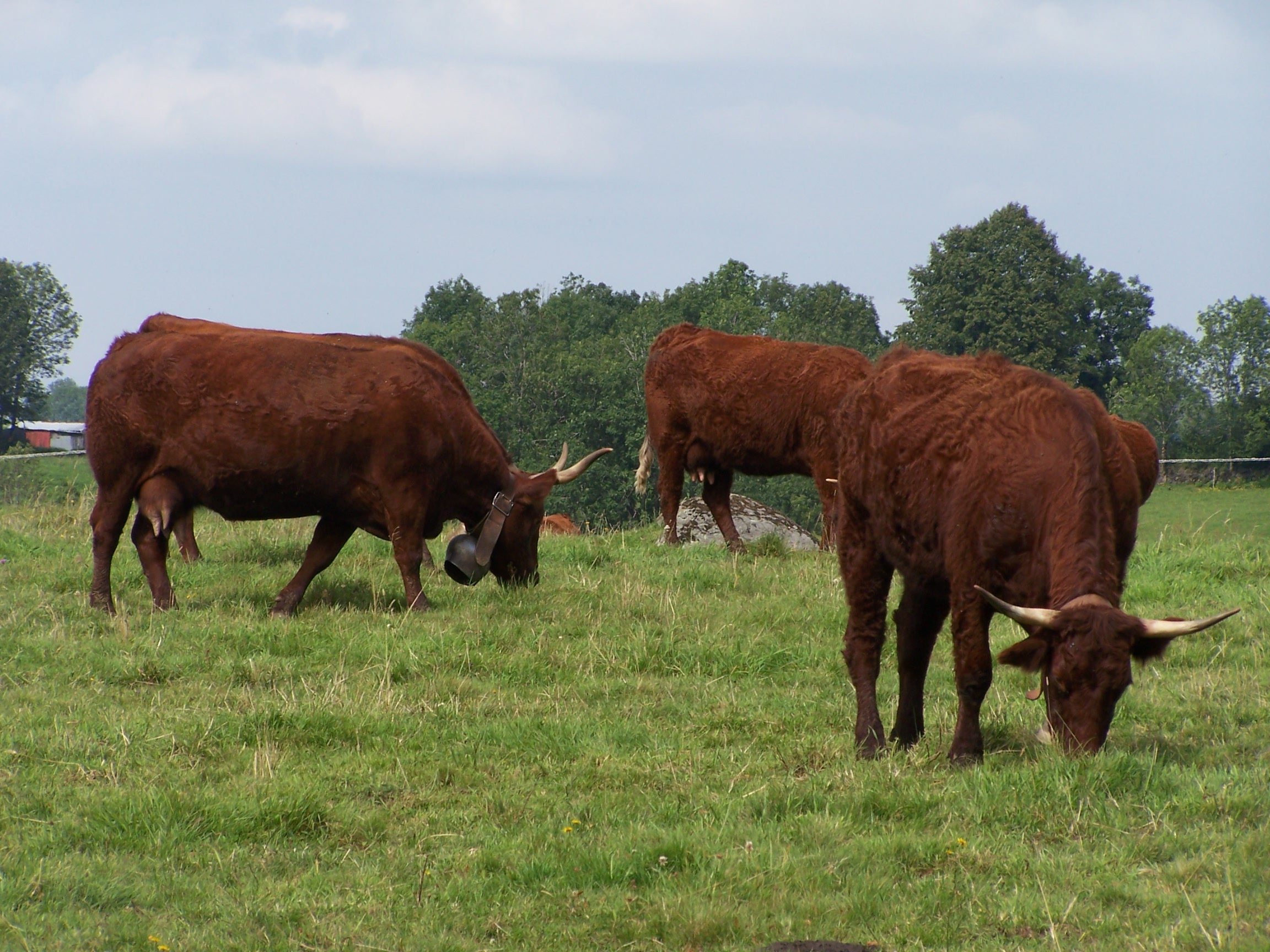
Salers beim Grasen
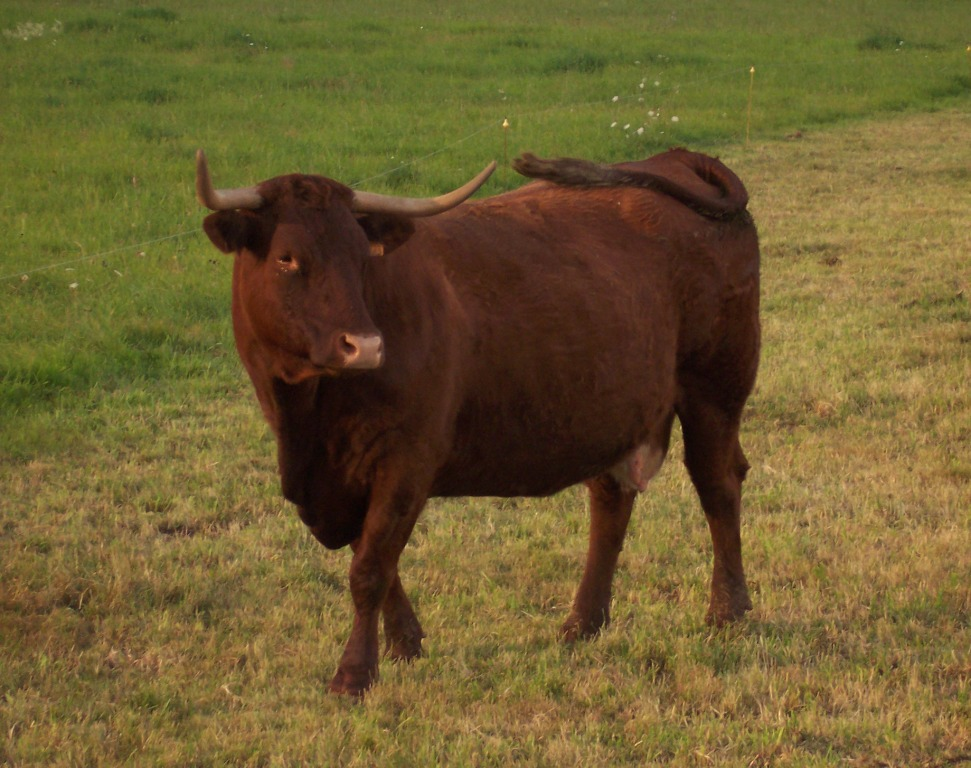
Salers im Département Cantal in der Auvergne
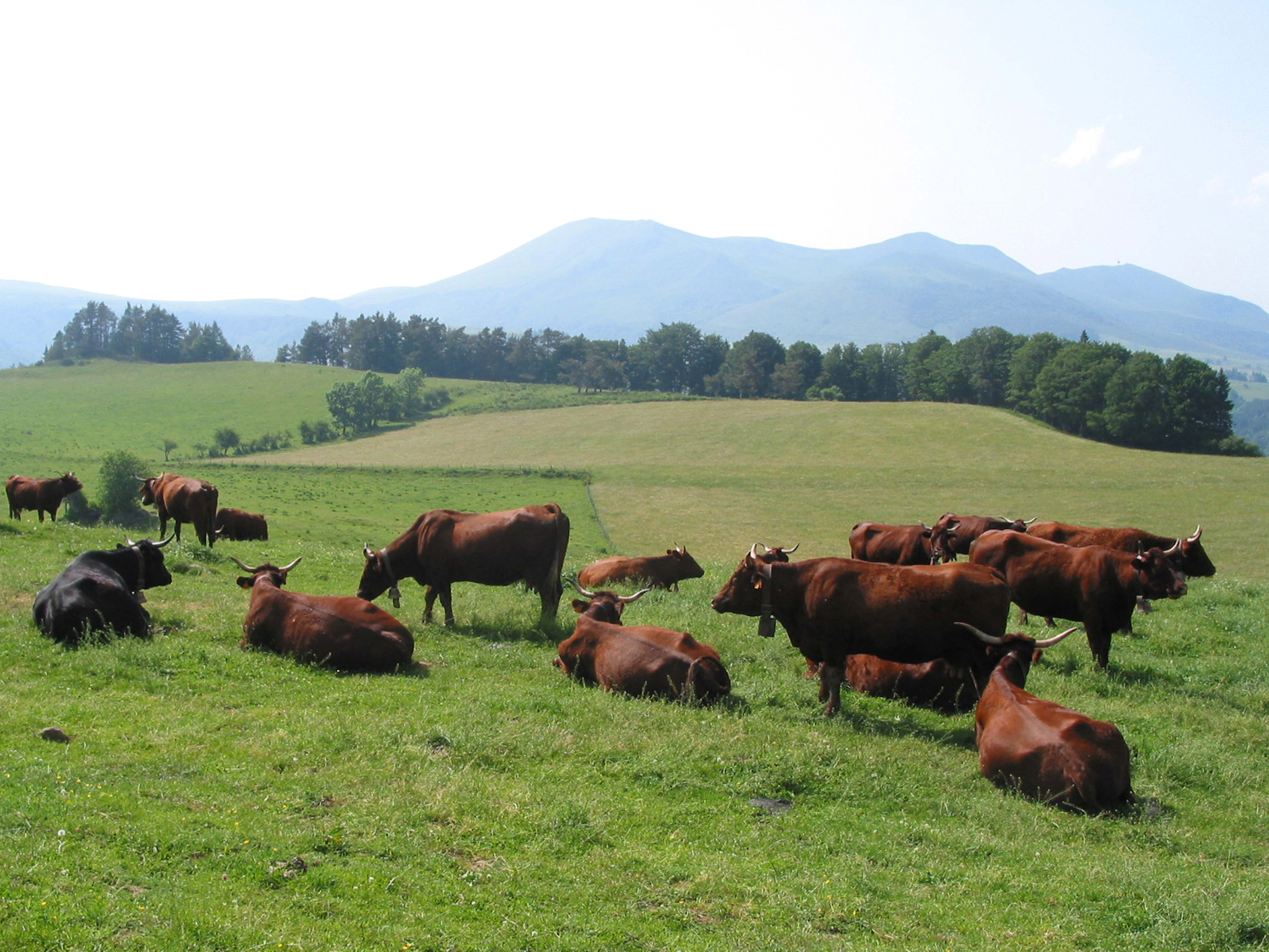
Herde mit einer schwarzen Kuh im Französischen Saurier im Département Puy-de-Dôme in der Auvergne
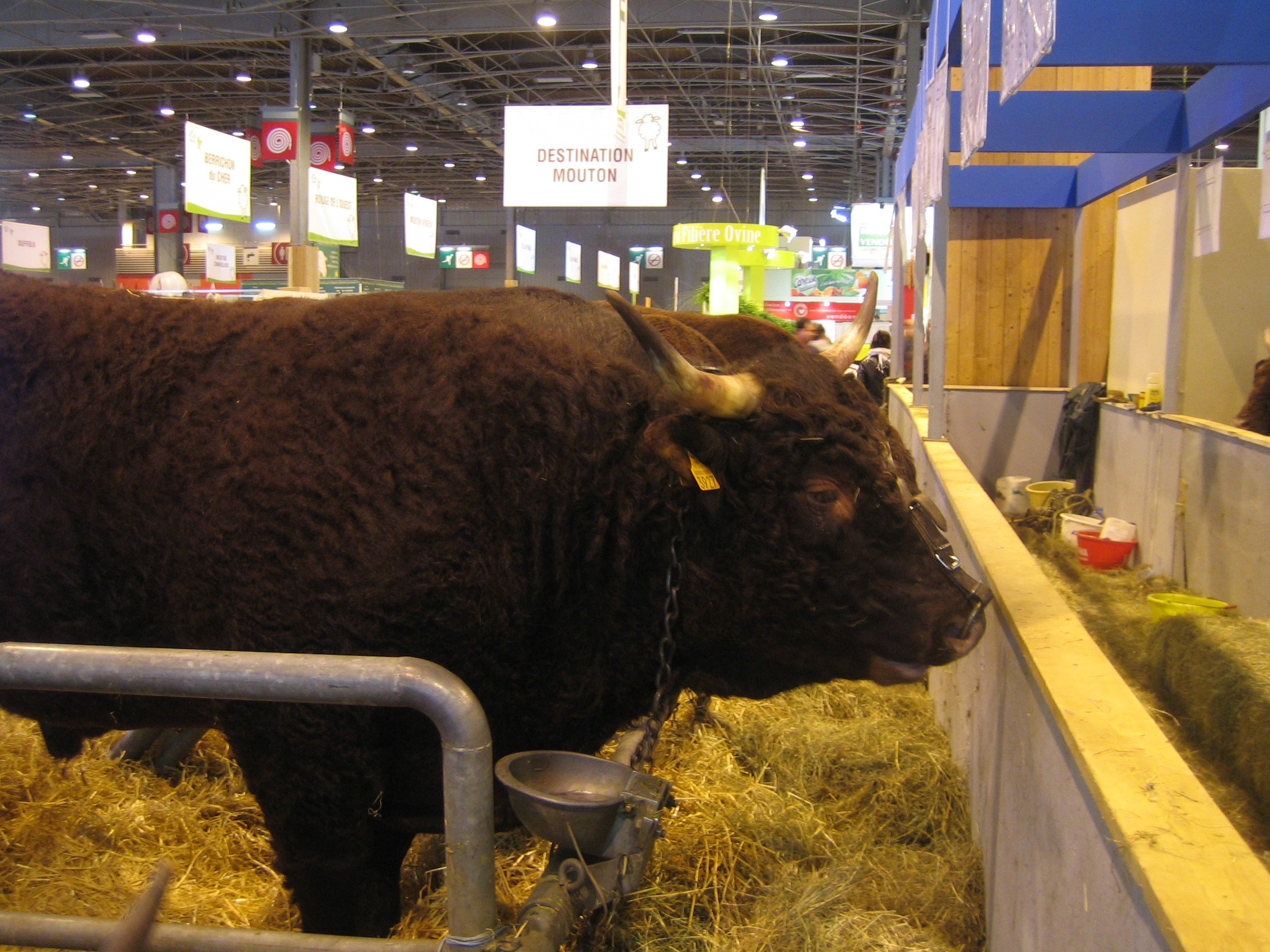
Salers-Stier am Salon de l’agriculture de Paris
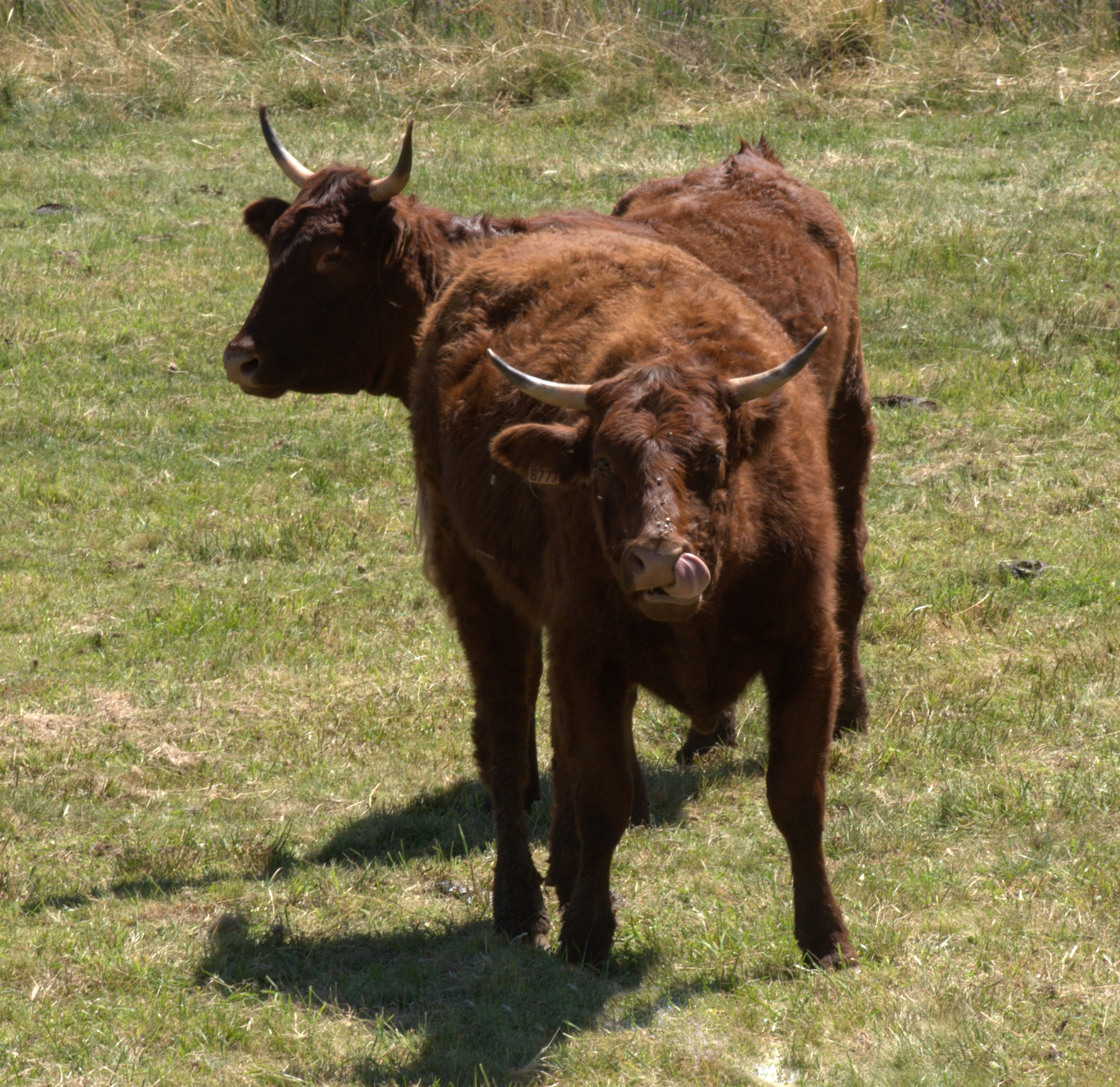